# Kenesaw Mountain Landis
Kenesaw Mountain Landis (Millville, Ohio, 20 de novembre de 1866 - Chicago, Illinois, 25 de novembre de 1944) va ser un jurista estatunidenc, conegut per ser el primer Comissionat del Beisbol des del 1920 fins a la seva mort. És especialment recordat per la seva gestió ferma de l'escàndol dels Black Sox, en què va expel·lir del beisbol professional a vuit jugadors dels Chicago White Sox, acusats de perdre deliberadament la Sèrie Mundial de 1919 a canvi de diners, i va denegar reiteradament les seves peticions de reingrés. Aquesta mà de ferro durant gairebé 25 anys va ajudar a restaurar la confiança del públic en el beisbol, molt perjudicada arrel de l'escàndol.
Landis va néixer a Millville, un petit poble d'Ohio, el 1866. El seu nom provenia de la batalla de Kennesaw Mountain, a la Guerra Civil Americana, en què el seu pare havia resultat ferit el 1864. Landis va passar la major part de la seva joventut a Indiana; va deixar els estudis als 15 anys i va començar a treballar per l'Estat. Als 21 anys, Landis es va postular per ser advocat, ja que a Indiana no hi havia requisits acadèmics per ser-ho. Després d'un any intentant-ho infructuosament, es va posar a estudiar dret. Després de graduar-se, va obrir una oficina a Chicago, que va abandonar quan Walter Q. Gresham, Secretari d'Estat dels Estats Units, el va fitxar com a secretari el 1893. Després de la mort de Gresham, Landis va rebutjar un càrrec d'ambaixador i va tornar a Chicago, on va tornar a exercir i es va casar.
El President Theodore Roosevelt va nomenar Landis jutge del Districte Nord d'Illinois el 1905. Se'n va fer ressò mediàtic el 1907, quan va multar la petrolieria Standard Oil of Indiana amb més de 29 milions de dòlars (800 milions del 2020) per infringir lleis federals que prohibien les devolucions de les tarifes als ferrocarrils. Tot i que una apel·lació va revertir la decisió de Landis, aquesta ja havia demostrat el seu tarannà com a jutge. Durant la Primera Guerra Mundial, Landis va presidir diversos judicis de perfil alt a gent que s'havia resistit al reclutament i a altres que segons ell havien actuat contra els interessos de la guerra. Va imposar sentències severes als que va determinar culpables; algunes es van revertir després d'apel·lació i d'altres es van aplicar.
El 1920, el Jutge Landis era un dels candidats capdavanters quan els propietaris de la Lliga Americana i la Lliga Nacional, avergonyits per l'escàndol dels Black Sox i altres partits perduts deliberadament, cercaven algú per comandar el beisbol. Landis va obtenir poders absoluts per actuar en benefici de l'esport i va emprar aquest poder de forma extensiva durant el seu exercici. Molta gent va alabar la seva gestió, malgrat que algunes de les seves decisions romanen controvertides encara ara: segons alguns, va ser excessivament dur amb els càstigs de Shoeless Joe Jackson i Buck Weaver, dos jugadors involucrats en l'escàndol. Altres van culpar Landis de retardar la integració racial en el beisbol. Landis va entrar al Saló de la Fama Nacional del Beisbol poc després de morir.